# Alexandre Samsonov
Pour les articles homonymes, voir Samsonov.
Alexandre Vassilievitch Samsonov (en russe : Александр Васильевич Самсонов), né le 2 novembre 1859 et mort le 29 août 1914, est un officier d’état-major russe ayant servi en tant que commandant de la deuxième armée russe pendant la Grande Guerre.

## Biographie
Il est né à Andriïvka, dans le raïon de Novooukraïnka aujourd’hui en Ukraine et a fait ses études à l'école des cadets de Kiev.

### Début de carrière
Il s'engage dans l'armée russe, après avoir été Junker à la prestigieuse école de cavalerie Nicolas de Saint-Pétersbourg. Il a 18 ans, puis il subit son baptême du feu durant la guerre russo-turque (1877-1878). Après la guerre, il parfait ses connaissances martiales à l’École militaire d'état-major Nicolas à Saint-Pétersbourg. Il commande un détachement de cavalerie lors de la rébellion des Boxers (1900) et pendant la guerre russo-japonaise (1904-05).
Par ses expériences au combat, Samsonov se forge une réputation d’officier énergique et compétent, bien que certains observateurs mettent en doute ses capacités stratégiques. À la suite de la bataille de Moukden en 1905, il accuse le général Paul von Rennenkampf d'avoir failli à son devoir en ne lui portant pas assistance alors qu'il se trouvait en fâcheuse posture. Dès ce moment, les deux hommes entretiennent un conflit qui ne se règlera jamais. Cet épisode aura d'importants impacts plus tard, lors de la Première Guerre mondiale, où une situation semblable à celle de Moukden se produit avec des conséquences catastrophiques pour l'ensemble du front russe. Après le conflit contre les Japonais, il est nommé chef d'état-major du district militaire de Varsovie et plus tard, gouverneur du Turkestan russe (mars 1909 - août 1914).

### Bataille de Tannenberg
Au début de la Première Guerre mondiale, Samsonov est nommé commandant de la deuxième armée russe pour l'invasion de la Prusse-Orientale. Avançant en territoire allemand par la frontière Sud-Est, il doit rejoindre la première armée menée par Rennenkampf qui, elle, avance en Prusse par le Nord-Est. Cependant, l'animosité qui règne entre les deux hommes empêche une coordination efficace de l'avancée.
La seconde armée russe, qui possède pourtant un avantage numérique sur la huitième armée allemande menée par Paul von Hindenburg et Erich Ludendorff, se fait encercler et réduire à néant à la bataille de Tannenberg sans que les troupes de Rennenkampf n'interviennent. Seuls 10 000 hommes sur les quelque 200 000 que possède la seconde armée parviennent à échapper à l'hécatombe. Incapable de supporter une telle défaite et de rapporter l'ampleur du désastre au tsar Nicolas II, Samsonov se suicide près de Willenberg le 29 août. Son corps aurait été retrouvé par une patrouille allemande qui lui aurait donné une sépulture militaire.
En 1916, sa veuve fait rapatrier sa dépouille pour l'inhumer en Russie dans le domaine familial.